# Hennie de Romijn
Hendrik (Hennie) de Romijn (Leiden, 23 februari 1968) is een Nederlands voormalig voetballer.
De Romijn speelde in de jeugd bij VTL en Roodenburg. Hij maakte zijn debuut in het seizoen 1988/89 bij Willem II. Hierna speelde hij voor Excelsior, ADO Den Haag, Dordrecht'90 en N.E.C. waarna hij nog een jaar bij de amateurs van FC Lisse speelde in het seizoen 2001/02. Hij kon op alle posities aan de linkerkant spelen en kwam tot 314 wedstrijden waarin hij 27 doelpunten maakte.

## Loopbaan
| Seizoen | Club         | Competitie     | Wedstrijden | Doelpunten |
| ------- | ------------ | -------------- | ----------- | ---------- |
| 1988/89 | Willem II    | Eredivisie     | 16          | 0          |
| 1989/90 | Excelsior    | Eerste divisie | 21          | 3          |
| 1990/91 | Excelsior    | Eerste divisie | 34          | 5          |
| 1991/92 | N.E.C.       | Eerste divisie | 34          | 3          |
| 1992/93 | N.E.C.       | Eerste divisie | 32          | 6          |
| 1993/94 | ADO Den Haag | Eerste divisie | 27          | 2          |
| 1994/95 | FC Den Haag  | Eerste divisie | 27          | 4          |
| 1995/96 | Dordrecht`90 | Eerste divisie | 20          | 0          |
| 1996/97 | Dordrecht`90 | Eerste divisie | 23          | 3          |
| 1997/98 | Dordrecht`90 | Eerste divisie | 23          | 0          |
| 1998/99 | N.E.C.       | Eredivisie     | 29          | 1          |
| 1999/00 | N.E.C.       | Eredivisie     | 25          | 0          |
| 2000/01 | N.E.C.       | Eredivisie     | 3           | 0          |
| Totaal  | Totaal       | Totaal         | 314         | 27         |